# Kobryn

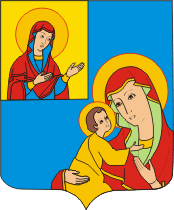
Kobryns vapen.

Kobryn (belarusiska: Кобрын, ryska: Кобрин: Kobrin, polska: Kobryń) är en stad i Brests voblast i sydvästra Belarus. Kobryn hade 52 655 invånare år 2016.